# Климшин Бор
Кли́мшин Бор — деревня в Белозерском районе Вологодской области. Административный центр Визьменского сельского поселения.
С точки зрения административно-территориального деления — центр Визьменского сельсовета.
Расположена на правом берегу реки Визьмы. Расстояние по автодороге до районного центра Белозерска составляет 62 км. Ближайшие населённые пункты — Зининская, Каменник, Пронево.
Население по данным переписи 2002 года — 163 человека (76 мужчин, 87 женщин). Преобладающая национальность — русские (99 %).